# Process mining
Process mining is een gegevensgestuurde aanpak waarbij bedrijfsprocessen worden geanalyseerd om inzichten te ontdekken die kunnen worden gebruikt voor procesverbetering.
Veel bedrijven gebruiken systemen die automatisch en op regelmatige basis de acties van werknemers en andere systemen loggen. Gewoonlijk worden deze gebeurtenissen in een "logboek" gegroepeerd en bevatten deze informatie zoals de datum, het tijdstip, de ondernomen of gepoogde actie, enzovoort. Process mining maakt een procesgrafiek van een of meer eventlogs, zodat alle activiteiten en verbanden in processen zichtbaar worden. Daarmee kunnen dan afwijkingen en inefficiënties geïdentificeerd worden en wordt zichtbaar wat de impact hiervan is.